# 烏陰天的好日子
《烏陰天的好日子》（英語：Light of Cloudy Day），2019年台灣偶像劇。由張雁名、方宥心、王琄、廖苡喬、巫宗翰、李劭婕、劉倩妏領銜主演，客家電視台於2019年10月21日首播。

## 播出時間
| 频道       | 所在地 | 首播日期       | 播出時間            | 備註 |
| ---------- | ------ | -------------- | ------------------- | ---- |
| 客家電視台 | 臺灣   | 2019年10月21日 | 每週一、週二 22：00 |      |

## 演員列表

### 主要演員
| 演員   | 角色   | 介紹 |
| 張雁名 | 李天石 | 療養中心住院醫師。 外表現溫柔、斯文，對妹妹的愧疚懊悔下，導致內心有許多無法宣洩的憤怒，失控時會用自殘的方法來處理自己的情緒。                                  |
| 方宥心 | 王碧秋 | 前醫學中心護理師、療養中心護理師。 個性好強、獨立，工作能力佳。 長時間遭到男友郭得浩精神折磨以及暴力對待，壓力過大之下，開始服用鎮定劑，試圖藉著藥物逃避現實。 |
| 王琄   | 劉文郁 | 療養中心護理長。 在精神科工作年資超過二十年，慈祥和藹、處事公正，不偏袒任何工作人員，觀察力敏銳，把所有身邊發生的事情清楚的看在眼裡，在適當的時候伸出援手。    |
| 廖苡喬 | 林莉   | 郭得浩女友。 個性極端沒有安全感，常用自殘來進行情感勒索，擔心被拋棄，害怕孤單。當發現郭得浩與碧秋藕斷絲連時，用自殘以及不雅影片威脅郭得浩。                    |
| 巫宗翰 | 郭得浩 | 碧秋前男友。 外表俊秀、談吐有魅力，形象良好，但私底下卻毫無同理心，不懂愧疚、責任感，容易衝動而有暴力行為，因劈腿林莉而與碧秋分手。                            |
| 李劭婕 | 吳姍姍 | 療養中心護理師。 表面上個性活潑開朗，說話常不經大腦鬧出笑話，是病房裡的開心果。總會在碧秋有困難時主動伸出援手，成為第一個打破碧秋心防的重要人物。              |
| 劉倩妏 | 李綠綺 | 天石妹妹。 輕度智能障礙，說話跟思考都跟五歲的孩子無異。雙親過世後一切依賴天石，隨著年齡增長，綠綺對於自己整天待在家的生活感到無聊，幾次離家讓天石擔心不已。    |

### 其他演員
| 演員   | 角色   | 介紹 |
| 郎祖筠 | 丁媽媽 | |
| 陳昶瑋 | 小白   | 療養中心護理師。 個性八卦、喜歡姍姍，與員警阿忠是情敵。主要在天石的門診跟診，或到病房輪班，常會在背後碎嘴同事，但本性善良。                       |
| 邱德洋 | 楊軒   | 療養中心護理師。 個性活潑卻略顯輕浮，是碧秋母親友人的兒子。一開始楊軒到療養中心來工作只是為了圖輕鬆，逃避一般醫院的工作壓力，在療養中心犯錯不斷。 |
| 溫吉興 | 蔡遠   | 過去有酗酒問題，常自由進出療養中心，被大家視為神秘人物。與護理長文郁似乎有過人的交情，常在病房裡扮演著觀察者以及提供建議的角色。                  |

## 電視劇歌曲
| 曲別   | 歌名       | 演唱者 | 作詞   | 作曲   |
| 主題曲 | 一定擁有的 | 方宥心 | 何芸娜 | 何芸娜 |
| 片頭曲 | 旅途       | 謝宇威 | 謝宇威 | 謝宇威 |
| 片尾曲 | 爸爸我失眠 | 何芸娜 | 何芸娜 | 何芸娜 |

## 各集標題
| 集數 | 首播日期       | 標題             |
| 1    | 2019年10月21日 | 不要小看他       |
| 2    | 2019年10月22日 | 以愛為名的勒索   |
| 3    | 2019年10月28日 | 他也是我的孩子   |
| 4    | 2019年10月29日 | 兩個只能選一個   |
| 5    | 2019年11月4日  | 他不是爛草莓     |
| 6    | 2019年11月5日  | 別替我決定人生   |
| 7    | 2019年11月11日 | 把我的人生還給我 |
| 8    | 2019年11月12日 | 抹不散的烏雲     |
| 9    | 2019年11月18日 | 空白的時光       |
| 10   | 2019年11月19日 | 看不見的憂傷     |
| 11   | 2019年11月25日 | 誰來幫幫我的孩子 |
| 12   | 2019年11月26日 | 關於她的舊傷口   |
| 13   | 2019年12月2日  | 他不是搖錢樹     |
| 14   | 2019年12月3日  | 都是我的錯       |
| 15   | 2019年12月9日  | 別重複循環       |
| 16   | 2019年12月10日 | 每天都是好日子   |